# 翁庆龙

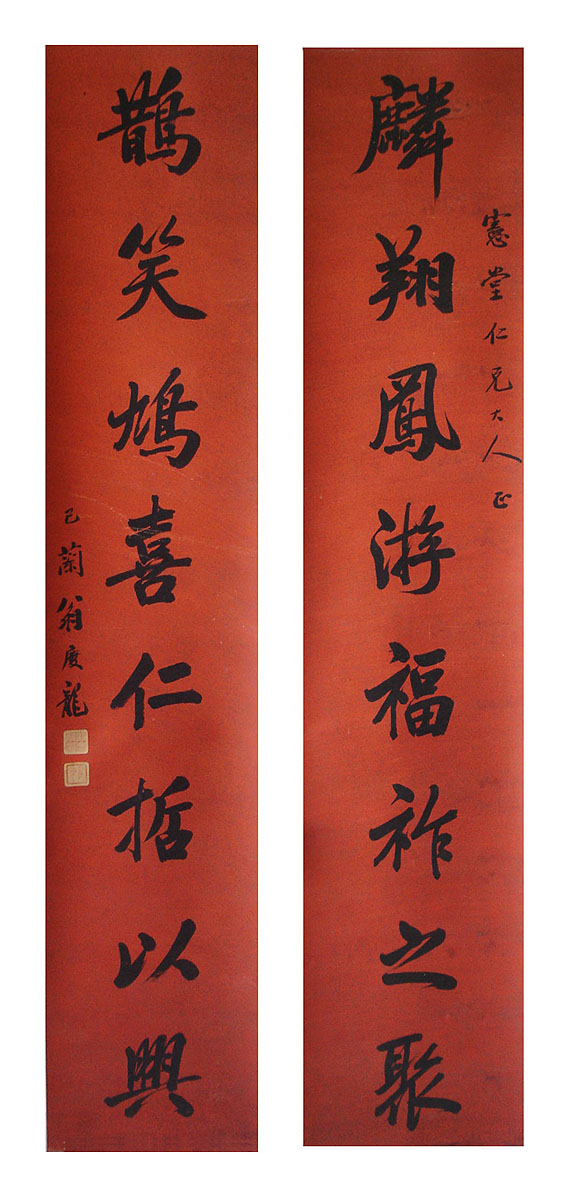
翁庆龙书法

翁庆龙初名翁琳，字巳兰，号解虚心室主人，浙江余姚县（今宁波余姚）人。晚清书法家。
生卒年不详。翁元圻的曾孙。父亲翁学浚，道光十六年进士。因父为京官，翁庆龙从小跟随父亲在北京生活。后来得举荐，就职户部。终同知衔。
工书法，学宋四家，於黄庭坚书致力尤深。暮年寓居上海，或以诗酒为乐，醉后作书，挥洒淋漓，诗书朋侪。因此又被归为海派书家。

## 掌故
同治年间，余姚城内“文献名邦”巨匾遭兵火所毁。黄炳垕等宁绍名流亲赴上海，请翁庆龙重新题写，今置于余姚龙泉山。